# Gymnochthebius brisbanensis
Gymnochthebius brisbanensis är en skalbaggsart som först beskrevs av Blackburn 1898.  Gymnochthebius brisbanensis ingår i släktet Gymnochthebius och familjen vattenbrynsbaggar. Inga underarter finns listade i Catalogue of Life.